# Vlag van Fenland

Vlag van Fenland

De vlag van Fenland is de vlag van het Engelse regio Fenland. De vlag is ontworpen door vexilloloog James Bowman. Hoewel het nog moet worden geregistreerd bij het Flag Institute, heeft het ontwerp wijdverspreide populariteit verworven als de de facto vlag van de regio. De tijger is een eerbetoon aan de term "Fen Tiger", die oorspronkelijk in de 17e eeuw werd bedacht om de plaatselijke bevolking aan te duiden die zich fel verzette tegen de drainageprogramma's in de Fens. Het geel symboliseert de agrarische welvaart van de Fens, terwijl het blauw staat voor zowel de natuurlijke als de door de mens aangelegde waterwegen van de regio.